# Eupithecia albistrigata
Euphitecia albistrigata es una especie de polilla de la familia Geometridae. La especie fue descrita por primera vez por David Stephen Fletcher habiendo sido descrita en 1958, con distribución en Uganda. El holotipo de la especie fue descrita en el valle de Namwamba.